# Koto Dumo
Koto Dumo is een bestuurslaag in het regentschap Sungai Penuh van de provincie Jambi, Indonesië. Koto Dumo telt 911 inwoners (volkstelling 2010).